# کریستیان چهارم
کریستیان چهارم دانمارک (دانمارکی: Christian den Fjerde; ۱۲ آوریل ۱۵۷۷ – ۲۸ فوریهٔ ۱۶۴۸) پادشاه دانمارک-نروژ بود.
وی با مرگ پدرش در سال ۱۵۸۸ به پادشاهی رسید. لیکن به علت خردسالی، تا سال ۱۵۹۶ حکومت در دست نایب السلطنه‌اش بود. در سال ۱۵۹۶ خودش حکومت را در دست گرفت. در زمان سلطنت ۶۰ ساله وی، بارها با سوئد جنگید؛ و همچنین در جنگ‌های ۳۰ ساله درگیر شد ولی سیاست اقتصادی وی باعث رونق بازارهای کشور گردید.
شهر اسلو در ماه اوت ۱۶۲۴ میلادی در آتش‌سوزی گسترده‌ای به شدّت آسیب دید. سپس به دستور کریستیان چهارم، به‌طور گسترده‌ای بازسازی شد. پس از این بازسازی، او نام شهر را به «کریستیانا» تغییر داد. نام این شهر در ۱۹۲۵ میلادی بار دیگر به «اُسلو» برگردانده شد.